# Ma chaîne étudiante
 (février 2025).
Motif : Sources centrées et de qualité permettant de démontrer une réelle notoriété ? La précédente PàS de 2015 n'a apporté aucune source pertinente apportant une pérennité.
- Archive Wikiwix
- Bing
- Cairn
- DuckDuckGo
- E. Universalis
- Gallica
- Google
- G. Books
- G. News
- G. Scholar
- Persée
- Qwant
- (zh) Baidu
- (ru) Yandex
- (wd) trouver des œuvres sur Wikidata

| 1. | Préciser le motif de la pose du bandeau. | Précisez le motif de la pose du bandeau en utilisant la syntaxe suivante : {{admissibilité à vérifier\|date=avril 2025\|motif=remplacez ce texte par le motif}}                          |
| 2. | Informer les utilisateurs concernés.     | Pensez à avertir le créateur de l'article, par exemple, en insérant le code ci-dessous sur sa page de discussion : {{subst:avertissement admissibilité à vérifier\|Ma chaîne étudiante}} |

 (mars 2014).
Si vous disposez d'ouvrages ou d'articles de référence ou si vous connaissez des sites web de qualité traitant du thème abordé ici, merci de compléter l'article en donnant les références utiles à sa vérifiabilité et en les liant à la section « Notes et références ».
Pour les articles homonymes, voir MCE.
MCE TV (anciennement Ma chaîne étudiante) est une ancienne chaîne de télévision française ayant émis entre 2009 et 2018. MCE TV se définit comme une chaîne totalement dédiée aux membres de la génération Y, les 16-30 ans.

## Historique
MCE TV est fondée au printemps 2009 par Pierre Azoulay (fondateur de plusieurs écoles privées de gestion) et Ghislain Achard (ex-directeur général de France Télévisions).
Lancée officiellement le 28 octobre 2009, elle se présente comme « une interface entre l’entreprise, le monde professionnel et les étudiants »[réf. nécessaire]. L'information, l'orientation et le divertissement étudiant sont les trois grands axes fondamentaux de MCE TV. En avril 2010, la chaîne lance son site web VàD et télévision de rattrapage, baptisé « MCE Replay » pour visionner les émissions déjà diffusées à l'antenne.

## Programmation
MCE TV se spécialise dans plusieurs catégories de programmes :
- informations et conseils : orientation dans les études, insertion professionnelle, stages, emplois en France et à l’étranger ;
- services : logements, financements assurances, santé… ;
- reportages sur la vie étudiante et le sport universitaire ;
- sorties et bons plans : soirées, concerts, jeux vidéo, cinés, restos, rencontres, clubbing, pacs, mariage, enfants… ;
- reportages et débats sur la vie en entreprise, les relations, les nouveaux produits et services proposés ;
- informations politiques et culturelles sur la vie des entreprises et des sociétés.

MCE TV multiplie également les partenariats lors des grandes manifestations étudiantes sportives, culturelles ou festives (4L Trophy, tournoi des Quatre Nations de rugby universitaire, Course Croisière EDHEC, Francofolies de La Rochelle…). 
MCE TV est également une chaîne de divertissement. Elle propose des séries inédites (pour la plupart, américaines), diffusées pour certains en V.O. sous-titrée et d'autres en version française, ainsi que des jeux et programmes musicaux.

## Diffusion
MCE TV est diffusée par satellite via Numericable et les réseaux IPTV (Freebox, neufbox, Livebox, Bbox).
L'accès à la chaîne MCE TV est gratuit(hors équipement de réception) et inclus dans l'offre de base des bouquets xDSL TV.

## Le site internet
Le site web de MCE TV (www.mcetv.fr) propose des forums, blogs, créations culturelles, espaces dédiés et échanges de vidéos.
Le site mcetv.fr a une fréquentation de l'ordre 750 000 visiteurs uniques/mois.
Mcetv.fr organise chaque année les MCE Awards des grandes écoles et universités.

## Animateurs
La chaîne MCE TV a compté parmi ses animateurs : Donia Eden, Chloé Nabédian, Guillaume Genton et Nathalie Karsenti[réf. nécessaire].

## Programmes
La chaîne propose des émissions plateaux de divertissement telles que Lutte des classes, Electro Choc, Il était une voix, Nuits blanches, Inter Court ou Tendance culture.
Des émissions d'information sont également diffusées comme 25/30 le mag, Les politiques face aux jeunes, MCE News et Le JT des sports.
Des programmes destinés à l'orientation font également partie de la grille des programmes comme C'est mon job, Start Up, Grandes écoles et universités inside ou Parcours et Réussite.